# Heilig Kreuz (Offenburg)

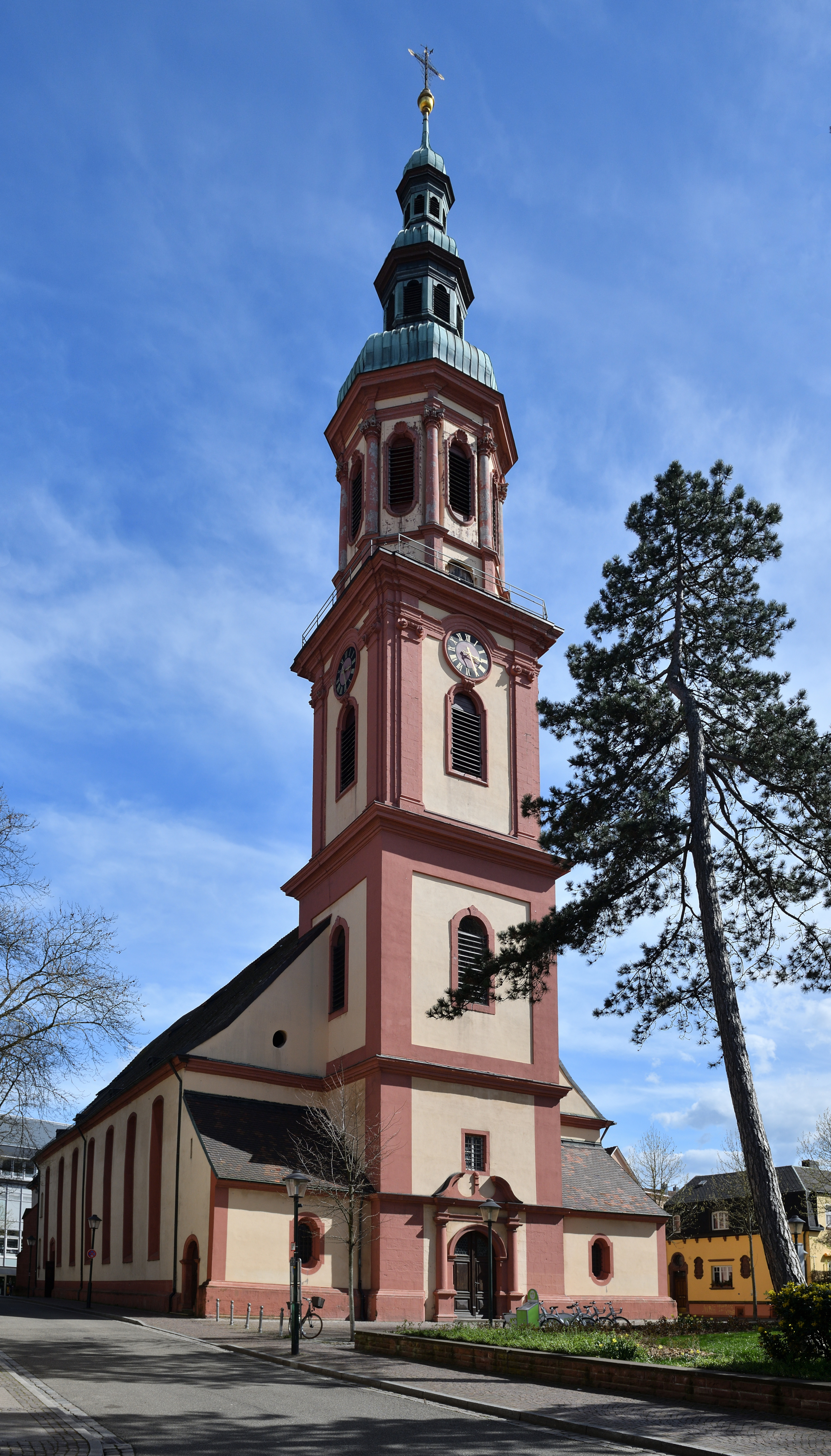
Heilig-Kreuz-Kirche

Die Heilig-Kreuz-Kirche ist eine katholische Pfarrkirche in Offenburg. Mit 68,44 Metern ist sie das höchste Gebäude der Stadt. Seit der Dekanatsreform am 1. Januar 2008 gehört die Heilig-Kreuz-Kirche zum Dekanat Offenburg-Kinzigtal und gehört zudem zur Seelsorgeeinheit St. Ursula Katholische Kirchengemeinde.

## Geschichte
Die heutige Kirche wurde Ende des 17. Jahrhunderts errichtet. Sie steht auf den Grundmauern der ersten Heilig-Kreuz-Kirche, die im 13. Jahrhundert erbaut und beim Stadtbrand von 1689 zerstört wurde. Der heutige Kirchbau wurde maßgebend durch die Vorarlberger Bauschule beeinflusst.
Markantes Zeichen ist der dreistöckige Turm. Das Langhaus besteht aus Mittelschiff und Seitenschiffen, die durch Pfeilerreihen vom Mittelschiff getrennt sind. Im gotischen Chor sind noch Mauerreste der ersten Kirche sichtbar.

## Ausstattung

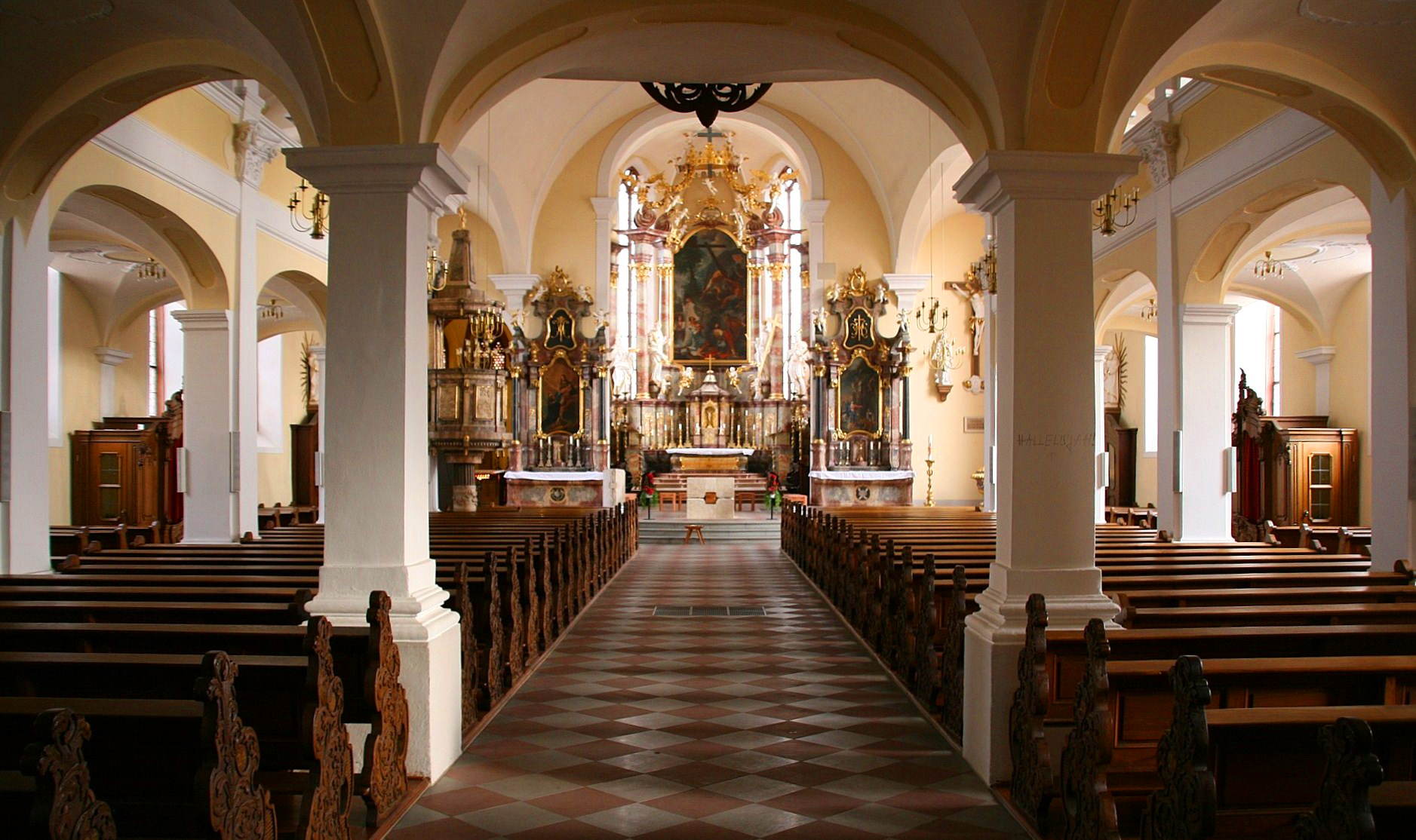
Blick in den Kirchenraum

Der Hochaltar wurde 1740 von Franz Lichtenauer geschaffen. Der linke Seitenchor (Josefs-Chörlein) beherbergt ein Renaissance-Kruzifix aus dem Jahre 1521 sowie eine Pietà von Franz Joseph Simmler.
Das wohl wertvollste Kunstdenkmal der Stadt Offenburg ist der Ölberg. Es handelt sich um einen Nischenbau in Form einer gotischen Kapelle, die um das Jahr 1524 entstand. Gezeigt werden dort die Jünger Petrus, Johannes und Jakobus, darüber in der Mitte der betende Heiland. Im Hintergrund betreten die Häscher durch eine Tür die Szene. Die Hauptfiguren sind Kopien aus dem Jahr 1955, die Originale werdeh im Lapidarium im Vinzentiushaus aufbewahrt.
Vor diesem Nischenbau befindet sich auf dem Kirchplatz ein Kruzifix, das daran erinnert, dass sich dort einst der alte Friedhof befand. Das Kruzifix wurde von Peter Valentin dem Älteren geschaffen. Es handelt sich dabei um eine Kopie des Kruzifixes, das 1521 von Andreas von Urach geschaffen wurde.
An einer Außenwand befindet sich das von Christoph von Urach geschaffene Grabdenkmal des Ritters Georg von Bach († 1538), dem letzten Angehörigen des Adelsgeschlechtes von Bach.

## Orgel

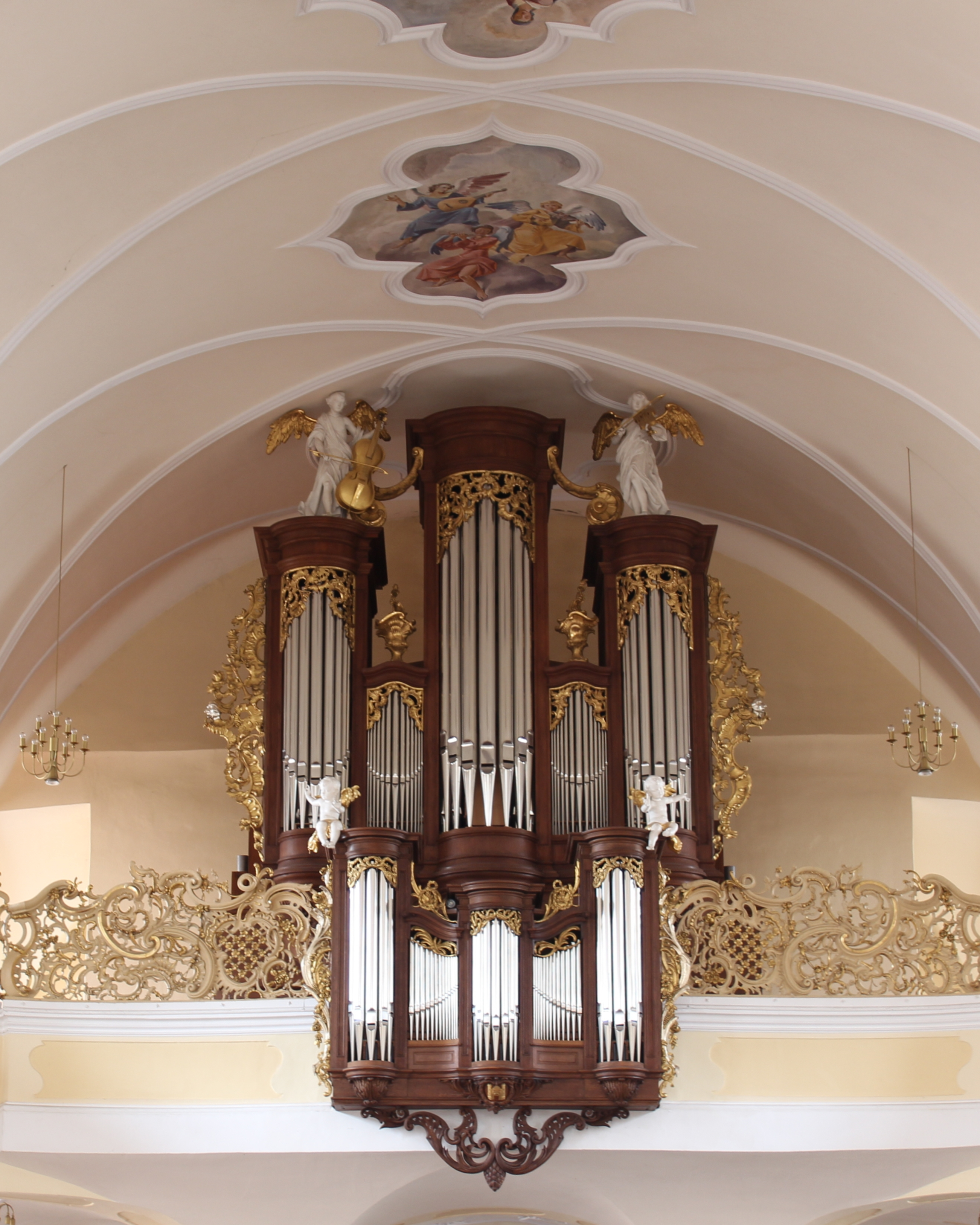
Orgel der Heilig-Kreuz-Kirche

Die Orgel der Heilig-Kreuz-Kirche wurde 2001 durch Claudius Winterhalter erneuert. Das Instrument hat 36 Register. Die Spiel- und Registertrakturen sind mechanisch, die Stimmung ungleich-schwebend nach Bernhard Billeter. Das Orgelgehäuse wurde von Johann Ignaz Seuffert (1762, Hauptgehäuse) und Johann Ferdinand Balthasar Stieffell (1784, Rückpositiv) gefertigt.
| I Rückpositiv C–g3 |               |        |
| 1.                 | Bourdon       | 8′     |
| 2.                 | Prinzipal     | 4′     |
| 3.                 | Rohrflöte     | 4′     |
| 4.                 | Nazard        | 2 ⁄3′  |
| 5.                 | Doublette     | 2′     |
| 6.                 | Terz          | 1 3⁄5′ |
| 7.                 | Cymbel II–III | 1′     |
| 8.                 | Cromorne      | 8′     |
|                    | Tremulant     |        |

| II Hauptwerk C–g3 |                 |       |
| 9.                | Bourdon         | 16′   |
| 10.               | Prinzipal       | 8′    |
| 11.               | Gamba           | 8′    |
| 12.               | Rohrflöte       | 8′    |
| 13.               | Oktave          | 4′    |
| 14.               | Spitzflöte      | 4′    |
| 15.               | Quinte          | 2 ⁄3′ |
| 16.               | Superoktave     | 2′    |
| 17.               | Mixtur IV–V     | 1 ⁄3′ |
| 18.               | Cornet V (ab g) | 8′    |
| 19.               | Trompete        | 8′    |

| III Schwellwerk C–g3 |                 |     |
| 20.                  | Quintaton       | 16′ |
| 21.                  | Prinzipal       | 8′  |
| 22.                  | Salizional      | 8′  |
| 23.                  | Bifara (ab c0)  | 8′  |
| 24.                  | Gedeckt         | 8′  |
| 25.                  | Traversflöte    | 4′  |
| 26.                  | Flageolet       | 2′  |
| 27.                  | Mixtur III–IV   | 2′  |
| 28.                  | Trompette harm. | 8′  |
| 29.                  | Hautbois        | 8′  |
|                      | Tremulant       |     |

| Pedal C–f1 |               |     |
| 30.        | Prinzipalbass | 16′ |
| 31.        | Subbass       | 16′ |
| 32.        | Oktavbass     | 8′  |
| 33.        | Violoncello   | 8′  |
| 34.        | Bassoktave    | 4′  |
| 35.        | Bombarde      | 16′ |
| 36.        | Posaune       | 8′  |

- Normalkoppeln
- Spielhilfen: Mechanische Setzer 4-fach und Prolongement (Einrichtung zur Auskoppelung der Registertraktur)